# بلانيت لابز
بلانيت لابز (بالإنجليزية: Planet Labs)‏ هي شركة تصوير الأرض أمريكية خاصة يقع مقرها في سان فرانسيسكو.